# Lenore Tawney

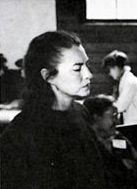
Lenore Tawney

Lenore Tawney (geboren als Leonora Agnes Gallagher 10. Mai 1907 in Lorain, Ohio; gestorben 24. September 2007 in New York City) war eine US-amerikanische Textilkünstlerin.     

## Leben
Leonora Gallagher zog 1927 nach Chicago und arbeitete als Korrekturleserin bei einem Gericht. In Abendkursen besuchte sie die School of the Art Institute of Chicago. 1941 heiratete sie den Psychologen George Tawney, der allerdings bereits 1943 verstarb. Von 1943 bis 1945 studierte sie Kunst an der University of Illinois.  Ab 1946 besuchte sie  László Moholy-Nagys Chicago Institute of Design („New Bauhaus“). Sie studierte dort beim Bildhauer Alexander Archipenko, 1947/1948 auch in seinem Atelier in Woodstock, dem Maler Emerson Woelffer und 1949 Weben bei der Textilkünstlerin Marli Ehrman. Von 1949 bis 1951 lebte sie in Paris und reiste bis 1957 nach Europa, Vorderasien und Nordafrika. 1955 machte sie Webexperimente mit freier Kette. Seit 1957 arbeitete sie in New York City und wohnte in Lower Manhattan, in der Nachbarschaft von Robert Indiana und Ellsworth Kelly. Yousuf Karsh hat sie 1959 porträtiert. Dort war sie befreundet mit Agnes Martin, die 1961 zu ihrer ersten Ausstellung eine Einführung für die Ausstellungsbroschüre schrieb. Martins Hommage to Greece aus dem Besitz der Tawney-Stiftung wurde 2011 für über 1,8 Millionen USD bei Christie’s versteigert. 1964 studierte sie die Jacquardweberei am Philadelphia Textile Institute. 
Sie erledigte Aufträge für Gobelins, mit denen große Räume gestaltet wurden, und für eine Parochet. Neben diesen Textilinstallationen begann sie in den 1960er Jahren kleinformatige Collagen auf Postkarten zu montieren und diese von der U.S. Mail befördern zu lassen. 
1975 wurde sie in den American Craftmen’s Council gewählt. 1976 gab sie die Arbeit am Webstuhl, aber nicht ihre künstlerische Arbeit auf.  
Ihre Werke konnte sie wiederholt ausstellen; 1990 wurde eine Retrospektive im American Craft Museum gezeigt. Das Museum of Modern Art, das Metropolitan Museum of Art, das Art Institute of Chicago und das Cooper-Hewitt Smithsonian Design Museum haben in ihrem Bestand Werke von ihr. 1983 erhielt sie den Lifetime Achievement Award des Women’s Caucus for Art.